# 戈爾 (喬治亞州)
戈爾（英語：Gore）是位於美國喬治亞州查圖加縣的一個非建制地區。該地的面積和人口皆未知。

## 地理
戈爾的座標為34°29′10″N 85°13′51″W / 34.48611°N 85.23083°W，而該地的平均海拔高度為217米（即712英尺）。